# Clara Guillot
Clara Guillot Aparicio  (Barcelona, 23 d’abril de 1930 – Barcelona, 31 de març 2002) fou una dibuixant, retratista i pintora catalana. Al costat d'altres artistes, com ara, Montserrat Gudiol, María Asumpciò Raventós, Jou Paulet o Elisa Rubió, es va distingir com una de les precursores de l'anomenada pintura femenina contemporània.
Clara Guillot es va formar com artista a la Reial Acadèmia Catalana de Belles Arts de Sant Jordi. En els inicis de la seva carrera, va guanyar el Primer Premi de Dibuix de l'Exposició d'Art Universitari 1954, de Barcelona. Guillot va especialitzar-se en el retrat a llapis, interessant-se més tard per la pintura de paisatges, d'escenes interiors i de natures mortes. També va exercir com a il·lustradora. Així, els seus dibuixos es van incloure a diverses publicacions, com ara, els llibres: Los Jefes de Vargas Llosa (Editorial Rocas, 1959), que incloïa un retrat de l'escriptor, o El roig i el negre de Stendhal (Edicions Proa, 1985).
El 1956 va fer la seva primera exposició individual a la Sala Rovira, on tornaria a exposar en diverses ocasions. El 1962, va penjar 34 retrats a la Sala Grifé & Escoda. El 1980, va presentar a la Galeria Artema, una col·lecció de dibuixos fets amb llapiços de colors. Totes aquestes galeries d'art es trobaven a Barcelona, ciutat on l'artista va viure i va treballar i on es va donar a conèixer. Entre les galeries barcelonines, la Sala Vayreda, va ser la que va organitzar més exposicions individuals de la pintora: els anys 1983, 1988, 1992, 1996, etc. Guillot, a més, va fer exposicions individuals a altres indrets, com per exemple, Granollers, Reus, Llafranc, Terrassa o Madrid. El 1985, va fer una sèrie d'exposicions a Suïssa, on va exposar a la galeria d'art La Vague de Ginebra i a la seu de Caran d'Ache, a la mateixa ciutat.
Guillot va participar igualment en moltes exposicions col·lectives. Particularment rellevant va ser l'exposició de dibuixos de 1988 a la Galeria d'Art Barcinova, on va estar acompanyada per Aurora Altisent, Badia Camps, Bosch, i Cesc. El 1992, Guillot va ser una de les pintores seleccionades per l'exposició col·lectiva realitzada a la Sala Rovira, amb motiu del 50è aniversari de la sala.
Guillot va ser una artista versàtil. Va fer dibuixos en blanc i negre, dibuixos a color, pintures a l'oli, etc. demostrant sempre el seu domini del medi i dels recursos. Va fer molts retrats, de semblança física notable i amb forta càrrega psicològica. Sovint dibuixava dones i infants. També va dibuixar i pintar paisatges, interiors i bodegons amb flors, fruites, etc. Prenia molts apunts del natural. Guillot interpretava la realitat i la recreava sense caure en l'idealisme o en l'irrealisme. La seva obra és intimista i poètica. Aquesta particularitat es reflecteix en la manera com fa servir el color. Els seus treballs a color són emboirats, pàl·lids, desdibuixats. Utilitza els llapis com si fossin colors pastel. A causa d'aquesta singular sensibilitat, i de la lírica i l'elegància que impregna la seva obra, en alguna ocasió se l'ha comparat amb el fotògraf britànic David Hamilton.